# Manfred van Rey
Manfred van Rey (* 1940 in Aachen) ist ein deutscher Historiker und Archivar.

## Leben
Rey studierte an der Universität Bonn Geschichte und Latein und promovierte dort 1974 bei Eugen Ewig über ein Thema der frühmittelalterlichen Geschichte. Von 1977 bis 1980 war er wissenschaftlicher Mitarbeiter des Archivs des Rhein-Sieg-Kreises. Anschließend wechselte Rey in gleicher Funktion zum Bonner Stadtarchiv, dessen stellvertretender Leiter er zudem wurde; von 1990 bis zu seinem Ruhestand 2002 war er Leiter des Stadtarchivs. In dieser Funktion schuf er eine Fotosammlung über die Geschichte der Stadt Bonn als Bundeshauptstadt. Von 2005 bis 2013 war er Vorsitzender des Trägervereins der Gedenkstätte für die Bonner Opfer des Nationalsozialismus.
Rey ist Autor zahlreicher Veröffentlichungen zur Bonner Stadtgeschichte sowie zur Geschichte der Juden in der Region. Er war bis 2010 Vorstandsmitglied und ist Kuratoriumsmitglied des Vereins Bürger für Beethoven sowie langjähriges Mitglied des Heimatvereins Oberdollendorf und Römlinghoven. Rey war zudem Gründungsdirektor des Stadtmuseums Bonn. Er lebt im Königswinterer Stadtteil Oberdollendorf.

## Schriften (Auswahl)
- Die Lütticher Gaue Condroz und Ardennen im Frühmittelalter: Untersuchungen zur Pfarrorganisation (= Rheinisches Archiv. Veröffentlichungen des Instituts für Geschichtliche Landeskunde der Rheinlande an der Universität Bonn, Band 102). Röhrscheid, Bonn 1977 (zugleich Dissertation Universität Bonn, 1974).
- Leben und Sterben unserer jüdischen Mitbürger in Königswinter: Ein Buch des Gedenkens (= Königswinter in Geschichte und Gegenwart, Heft 1, 1985).
- Bonner Stadtgeschichte kurzgefasst: Von der Vorgeschichte bis zur Gegenwart, Bouvier, Bonn 2001, ISBN 3-416-02944-5.
- Bonn in bitteren Zeiten – 1933–1945, Kid Verlag, Bonn 2021, ISBN 978-3-947759-69-9.

## Herausgeberschaften
- Edition Königswinter in Zeit und Bild (mit Ansgar Sebastian Klein), Königswinter 1992–2011. ansgarklein.de